# 하이코 마스

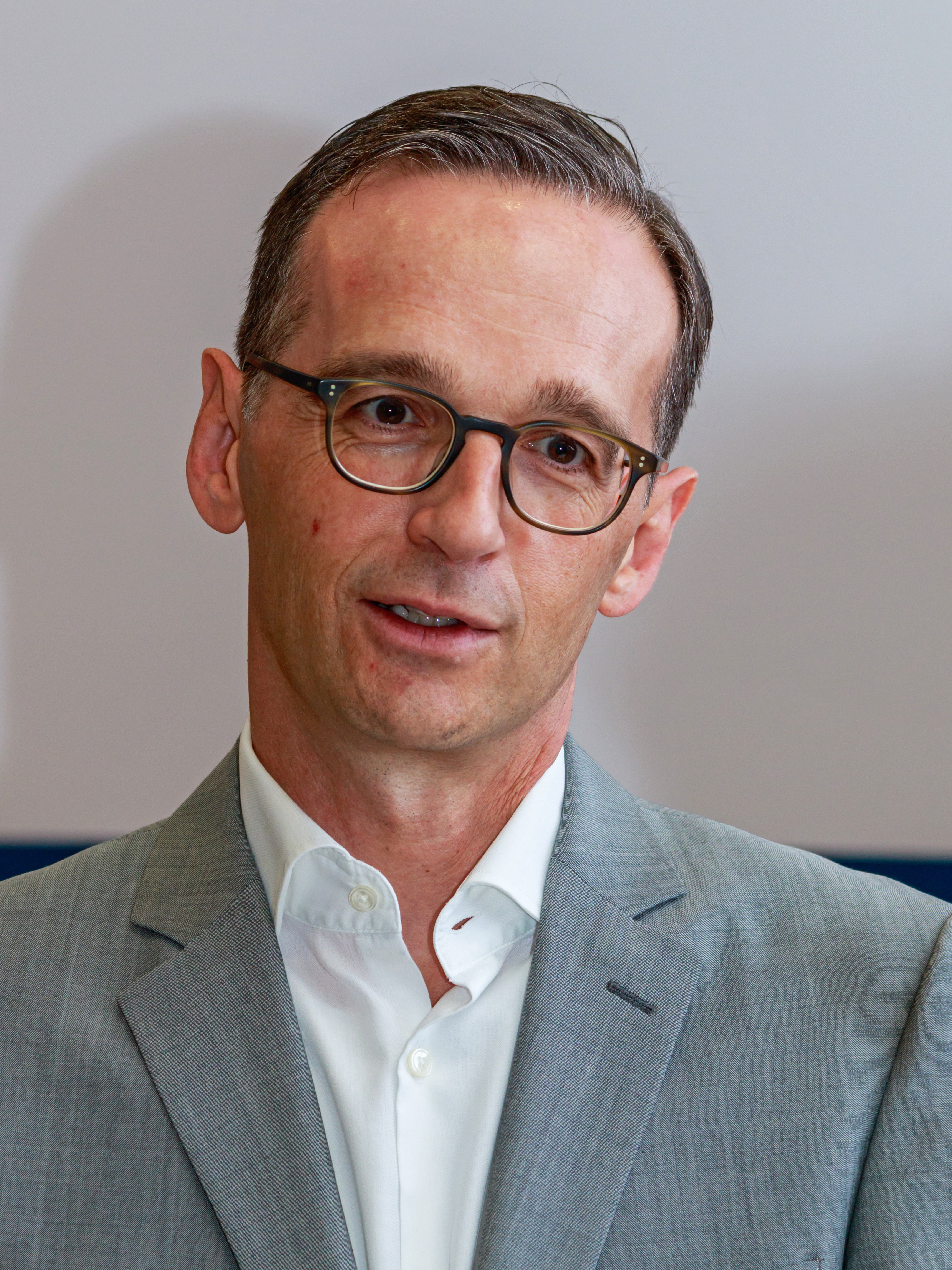
하이코 마스, 2015년

하이코 마스(독일어: Heiko Maas, 1966년 9월 19일~)는 독일의 정치인이다.